# Diocesi di Dascilio
La diocesi di Dascilio (in latino: Dioecesis Dascyleotana) è una sede soppressa del patriarcato di Costantinopoli e una sede titolare della Chiesa cattolica.

## Storia
Dascilio, identificabile con le rovine nei pressi di Ergili a sud-ovest del lago di Manyas in Turchia, è un'antica sede vescovile della provincia romana di Bitinia nella diocesi civile del Ponto. Faceva parte del patriarcato di Costantinopoli ed era suffraganea dell'arcidiocesi di Nicomedia.
La diocesi è documentata nelle Notitiae Episcopatuum del patriarcato di Costantinopoli fino al XII secolo.
Diversi sono i vescovi conosciuti di questa antica sede vescovile, documentata dalle fonti conciliari solo a partire dal VII secolo. Giovanni I prese parte al concilio del 680 e a quello detto concilio in Trullo del 692. Un vescovo, di cui non si conosce il nome, si fece rappresentare al secondo concilio di Nicea nel 787 dal prete Basilio. Giorgio prese parte al concilio di Costantinopoli dell'869/870, mentre Germano fu presente a quello che dieci anni dopo riabilitò il patriarca Fozio. Giovanni II e Sergio sono noti per l'esistenza dei loro sigilli vescovili, databili al X-XI secolo.
Dal 1933 Dascilio è annoverata tra le sedi vescovili titolari della Chiesa cattolica; la sede è vacante dal 17 gennaio 1978. Il titolo è stato finora assegnato in una sola occasione, a Juliusz Bieniek, vescovo ausiliare di Katowice in Polonia.

## Cronotassi

### Vescovi greci
- Giovanni I † (prima del 680 - dopo il 692)
- Anonimo † (menzionato nel 787)
- Giorgio † (menzionato nell'869)
- Germano † (menzionato nell'879)
- Giovanni II † (circa X-XI secolo)
- Sergio † (circa X-XI secolo)

### Vescovi titolari
- Juliusz Bieniek † (13 marzo 1937 - 17 gennaio 1978 deceduto)